# 키프로스 주재 외국공관 목록

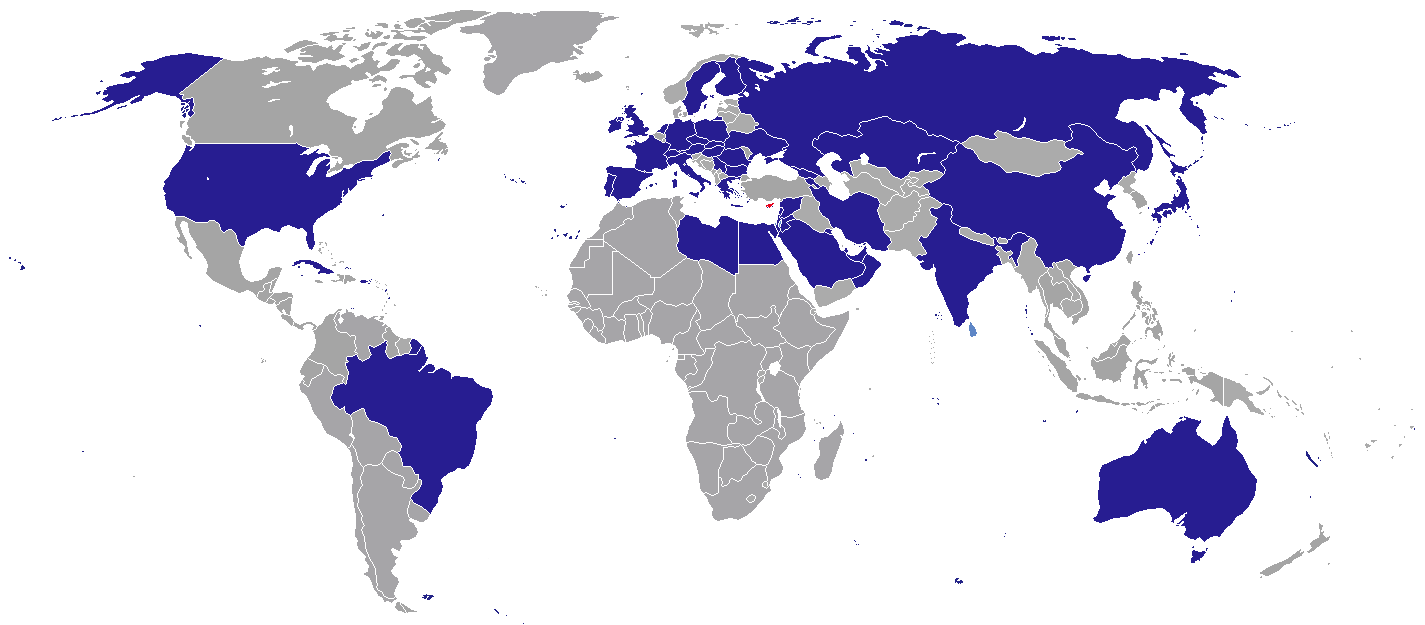
키프로스에 설치된 외국공관들.

키프로스 주재 외국공관 목록은 키프로스에 주재하는 외국공관(대사관 및 고등판무관 사무소, 영사관)과 동시에 키프로스와 외교관계는 수립했으나 키프로스에 공관을 설치하지 않은 국가에 대해 다룬다. 수도 니코시아에 41개국 대사관 및 고등판무관 사무소가 설치되어 있다. 없는 경우는 주로 명예 영사관으로 분류되어 이 대열에서 배제된다.

## 대사관/고등판무관 사무소
니코시아
- 단, #표시는 고등판무관 사무소이다.

| - 오스트레일리아 # - 오스트리아 - 브라질 - 불가리아 - 중국 - 쿠바 - 체코 - 이집트 - 핀란드 - 프랑스 - 조지아 - 독일 - 그리스 - 바티칸 시국 - 인도 # - 이란 - 아일랜드 - 이스라엘 - 이탈리아 - 일본 - 요르단 - 쿠웨이트 - 사우디아라비아 | - 레바논 - 리비아 - 네덜란드 - 오만 - 팔레스타인 - 폴란드 - 포르투갈 - 카타르 - 루마니아 - 러시아 - 틀:SMOM - 세르비아 - 슬로바키아 - 스페인 - 스웨덴 - 스위스 - 시리아 - 아랍에미리트 - 우크라이나 - 영국 # - 미국 |

## 비상주공관
다음 국가들은 키프로스와 외교 관계는 이미 수립하였으나 키프로스에 대사관이나 고등판무관 사무소를 설치하지 않은 국가들이다. 다만, 지역을 명시하지 않은 것은 아테네를 의미한다.
| - 아프가니스탄 (로마) - 알바니아 - 알제리 (베이루트) - 아르헨티나 (텔아비브) - 아르메니아 - 방글라데시 (카이로) - {{bar{{{2}}}0\|{{{1}}}}}{{bar{{{3}}}\|{{{1}}}}} (런던) - 벨기에 - 볼리비아 (로마) - 보스니아 헤르체고비나 (텔아비브) - 보츠와나 (런던) - 부룬디 (제네바) - 캄보디아 (베를린) - 캐나다 - 칠레 (마드리드) - 콜롬비아 (베이루트) - 콩고 민주 공화국 - 코스타리카 (로마) - 크로아티아 (로마) - 도미니카 공화국 (텔아비브) - 에콰도르 (텔아비브) - 엘살바도르 (로마) - 에스토니아 - 에티오피아 (텔아비브) - 가봉 (로마) | - 감비아 (라바트) - 가나 (카이로) - 과테말라 (텔아비브) - 기니 (카이로) - 헝가리 - 아이슬란드 (스톡홀름) - 인도네시아 (로마) - 자메이카 (제네바) - 일본 - 요르단 - 케냐 (로마) - 조선민주주의인민공화국 (로마) - 대한민국 - 라트비아 - 리투아니아 (텔아비브) - 룩셈부르크 - 말레이시아 (로마) - 말리 (카이로) - 모리타니 (로마) - 멕시코 - 몰도바 (텔아비브) - 몽골 (소피아) - 모로코 - 네팔 (카이로) - 뉴질랜드 (로마) | - 니카라과 (로마) - 나이지리아 (텔아비브) - 노르웨이 - 파키스탄 (베이루트) - 파나마 - 파라과이 (파리) - 페루 (로마) - 필리핀 - 산마리노 (산마리노) - 세이셸 (파리) - 시에라리온 (런던) - 싱가포르 (베를린) - 슬로베니아 - 남아프리카 공화국 - 스리랑카 (로마) - 에스와티니 (런던) - 태국 (로마) - 튀니지 (로마) - 우간다 (로마) - 우루과이 (베이루트) - 우즈베키스탄 - 베트남 (트리폴리) - 예멘 (베이루트) - 잠비아 (런던) |

## 개설 예정국
- 아르메니아
- 캐나다
- 인도네시아
- 일본

## 같이 보기
- 키프로스의 대외 관계
- 키프로스의 재외공관 목록
- 북키프로스 주재 외국공관 목록